# Santa Chiara, Neapelj
Santa Chiara je verski kompleks v Neaplju v Italiji, ki vključuje cerkev Santa Chiara, samostan, grobnice in arheološki muzej. Cerkev bazilika Santa Chiara je obrnjena proti ulici Via Benedetto Croce, ki je najbolj vzhodni del ulice Via Spaccanapoli. Pročelje cerkve Santa Chiara je diagonalno nasproti cerkve Gesù Nuovo.

## Arhitektura
Dvojni samostanski kompleks sta v letih 1313–1340 zgradila kraljica Sancha Majorka in njen mož neapeljski kralj Robert I., ki je v kompleksu tudi pokopan. Prvotna cerkev je bila v slogu anžujske gotike, vendar jo je v 17. stoletju v baročnem slogu okrasil Domenico Antonio Vaccaro. Potem ko je stavbo delno uničil požar po zavezniških bombardiranjih med drugo svetovno vojno, so jo vrnili v domnevno prvotno stanje s sporno obnovo, ki je bila končana leta 1953.
Velika pravokotna stavba je znotraj obzidja dolga 110,5 m, široka pa 33 m. Stene ladje so visoke 47,5 m, sama ladja pa je dolga 82 m. Na vsaki strani ladje je devet stranskih kapel, strehe kapel so obokane in podpirajo galerijo, ki poteka po dolžini ladje. Nad galerijo so suličasta okna svetlobnega nadstropja. Nenavadna značilnost stavbe je, da so stranske kapele absorbirane v telo cerkve, kar daje Santa Chiari njen značilen pravokoten videz. Druga nenavadna značilnost stavbe je dejstvo, da cerkev nima apside, za stranskima kapelama je del cerkve z velikim oltarjem v sredini, ki ga na obeh straneh obdajajo pravokotni meniški kori. Za oltarjem je grobnica kralja Roberta, za tem pa zid, ki ločuje glavni del cerkve od nunskega kora.
Steno med cerkveno ladjo in retrokorom prebijajo tri mreže, skozi katere so lahko redovnice opazovale mašo, nevidne pa so bile za vse v ladji. V steni so tudi štiri okna, ki zrcalijo štiri okna na zunanjosti cerkve. Nad oltarjem je velik vitraj. Nad tem je trikotni vzorec in tri rozete. Na konici strehe je nad nivojem lesenih tramov stropa še četrta, manjša rozeta. Nunski kor se po tlorisu razlikuje od glavnega dela cerkve, z dvema velikima stebroma, podprt z rebrastimi oboki, ki delita prostor na tri dele. Santa Chiara je bila največja cerkev klaris, ki je bila kdaj zgrajena, in prva cerkev, zgrajena v kateri so nune v svojem koru lahko spremljale izvedbo maše.
Zvonik, ločen od glavne stavbe, so začeli graditi leta 1328, vendar je bil dokončan šele v renesančnem času.
- Predvojna baročna notranjost
- Posledice bombardiranja in požara 4. avgusta 1943
- Obnova v gotskem slogu

## Notranjost
Za glavnim oltarjem je grobnica kralja Roberta Anžujskega, ki sta jo leta 1343 izklesala Pacio in Giovanni Bertini. V stranskih kapelah so grobnice neapeljskega kralja Bourbonov, Franca II. in njegove soproge Marije Sofije Bavarske, pa tudi grobnice kraljice Marije Christine Savojske in narodnega heroja Salva D'Acquista (karabinjerja, ki je med nacistično okupacijo žrtvoval svoje življenje, da bi rešil življenja 22 civilnih talcev). Cerkev je bila, še preden je bila uradno dokončana, uporabljena za hrambo relikvij svetega Ludvika Touluškega, starejšega brata kralja Roberta. Ena od teh relikvij so bili možgani sv. Ludvika v okrašenem relikviariju, okrašenem s krono, ki jo je kraljica Sancha podarila v spomin na svojega svaka.
Sprva je bila notranjost v gotskem slogu, vendar je obnova od 1742 do 1762, ki so jo izvedli Domenico Vaccaro, Gaetano Buonocore in Giovanni del Gaizo, prenovila notranjost v baročnem slogu. Strop s štukaturami je poslikala skupina umetnikov, med njimi Francesco De Mura, Giuseppe Bonito, Sebastiano Conca in Paolo de Maio. Tla so bila tlakovana po načrtu Ferdinanda Fuge. Na žalost je bil velik del notranje opreme uničen v zračnem bombardiranju leta 1943.
Na nasprotni fasadi je grobnica Antonia Penne, delo Antonia Baboccia. V kapeli Srca Jezusovega je grob Raimonda de' Cabannija.
V šesti kapeli na levi so nizki reliefi iz 14. stoletja, ki prikazujejo mučeništvo žene Massenzia, medtem ko ima sedma grobnico Louisa, sina Charlesa, vojvode Durazza, drugo delo iz 14. stoletja, ki ga je izdelal Florentinec Pacio Bertini.
Desno od prezbiterija je dostop do baročne zakristije s freskami iz leta 1692. Skozi zakristijo je dostop do nunskega kora. V koru so fragmenti fresk, ki prikazujejo svetopisemske zgodbe Giotta.

## Samostan
Samostan klaris je znan po edinstvenem dodatku iz majolike, ki ga je leta 1742 dodal Domenico Antonio Vaccaro v slogu rokokoja. Zaradi drzne barvne cvetlične dekoracije je ta samostan z osmerokotnimi stebri v strukturi, podobni pergoli, verjetno edinstven in se zdi, da je v nasprotju z introspektivnim svetom samostanskih nun. Samostanske arkade krasijo tudi freske, danes precej degradirane.

## Muzej
Muzej hrani podatke o zgodovini cerkve, arheološke najdbe in gradivo, ki je ostalo po požaru, ki je uničil del cerkve leta 1943. Ima tudi zbirko baročnih jaslic.